# شنبه لازاروس

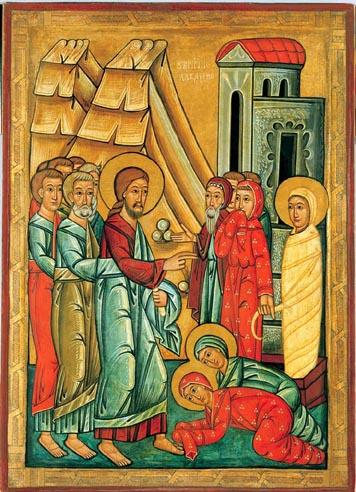
شمایل شنبه ایلعاذر. مسیح نزدیکِ مرکز تصویر و پطرس و یوحنا در پشت سر وی.

شنبه ایلعاذر در کلیسای ارتودوکس و کلیسای کاتولیک شرقی که دنباله رو مناسک بیزانسی هستند، روز پیش از یک‌شنبه نخل برگزار می‌شود. این جشن پایان چهله بزرگ روزه و توبه است و در فردای آن هفته مقدس آغاز می‌شود که به عید رستاخیز عیسی منتهی می‌شود. شنبه ایلعاذر، یادبود رستاخیز ایلعاذر در بیت عنیااست که سه روز پس از مرگش به وسیلهٔ عیسی دوباره زنده شد. این رویداد بوسیلهانجیل عهد جدید یوحنا گزارش شده‌است.
شنبه ایلعاذر و نخل یکشنبه موقعیتی منحصربه‌فرد در تقویم کلیسای شرق دارند.